# 鳴門塩田公園
鳴門塩田公園（なるとしえんでんこうえん）は、徳島県鳴門市鳴門町高島の高島にある塩田に関する公園である。

## 地理
ウチノ海に面した鳴門ウチノ海総合公園より南方に位置。
公園南西部にある江戸時代末期に完成した塩田屋敷（福永家住宅）は、1661年から1673年頃に高島に移って入浜塩田の浜家として塩の生成を行っていた。建物は全部で9棟あり、そのうちの5棟が鳴門市に寄贈されている。

## 施設
- 塩田屋敷（福永家住宅） - 1976年に国の重要文化財に指定。

## 交通
- JR鳴門線「鳴門駅」下車、小鳴門橋経由で車で約20分。